# F.F.F.
Federación Francesa de Funk (FFF) es un grupo de música francés.

## Recorrido
El grupo fue creado en 1987. Durante un decenio tocó con una inmensa energía y un gran talento musical hasta volver una referencia en Francia. El grupo rompió finalmente en el 2000 después una carrera musical intensa. 

## Discografía
- Blastculture, 1991 (épic, Sony music)
- Free For Fever, 1993 (épic)
- F.F.F., 1996 (épic)
- Vivants (live), 1997 (épic)
- Vierges, 1999

## Miembros
- Voz y trombón: Marco
- Guitarra: Yarol
- Bajo: Niktus
- Teclado: Feel X
- Batería: Krichou
- Saxofón: (primer CD): Prof. Jah Pinpin

- Datos: Q1386266
- Multimedia: Fédération française de fonck / Q1386266